# El cantar de la muerte
El cantar de la muerte es el primer álbum de estudio de La Esfinge el proyecto de rock alternativo de Cristian Castro. El disco fue editado en febrero de 2014. Para este proyecto Castro contó con la producción de David Bottrill reconocido por su trabajo con bandas como Dream Theater, Rush, y Tool. Como guitarrista y compositor se unió al proyecto César "Vampiro" López (ex-Maná y Jaguares).

## Lista de temas
Todas las letras por Cristian Castro. Música por César López, Cristian Castro y David Bottrill.
1. Fantasmas (4:28)
2. Beso Negro (4:40)
3. Purgatorio (4:54)
4. Que Te Salves (4:47)
5. Espíritu (5:06)
6. Soñador (3:36)
7. Nada Nos Separa (4:24)
8. Quiero Correr (4:00)
9. Ruido (5:33)
10. Desaparezco (4:56)

## Personal
- Cristian "Lügh Draculea" Castro - Voz
- César "Vampiro" López - Guitarra
- Nathan York Jr. - Bajo (sesionista)
- Frank Zummo - Batería (sesionista)
- Joey Blush - Teclados (sesionista)
- David Bottrill - Producción, mezcla
- Alexei Torres - Bajo (en videoclip y presentaciones)
- Luis Quintero - Batería  (en videoclip y presentaciones)

- Datos: Q25405312